# Phronia exigua
Phronia exigua är en tvåvingeart som först beskrevs av Zetterstedt 1852.  Phronia exigua ingår i släktet Phronia och familjen svampmyggor. Arten är reproducerande i Sverige. Inga underarter finns listade i Catalogue of Life.